# Pierre Legrand (homme politique, 1804-1859)
Pour les articles homonymes, voir Pierre Legrand et Legrand.
Pierre Legrand, né le 1er juin 1804 à Lille (Nord) et décédé le 13 avril 1859 dans la même ville est un avocat et homme politique français.

## Biographie
Pierre Legrand nait le 12 prairial an 12 (1er juin 1804) à Lille, fils de Pierre Antoine Legrand, marchand et d'Aldegonde Bathilde Mattel.
Bâtonnier à Lille, conseiller municipal, officier de la garde nationale depuis 1830, Pierre Legrand a été vice-président du Conseil de préfecture du Nord dont il est membre depuis 1840, révoqué au coup d'État de 1851, puis élu député en 1852 au Corps législatif et réélu en 1857, député de la 1re circonscription du Nord. Il eut pour fils Géry Legrand (1837-1902), sénateur-maire de Lille, et Pierre Legrand (1834-1895), député du Nord et ministre du Commerce.
Pierre Legrand est également conseiller municipal de Lille, rédacteur du journal radical L'Écho du Nord, président de la Société des sciences, de l'agriculture et des arts de Lille et président en 1857 de la commission historique du département du Nord.

## Distinctions
- Chevalier de l'ordre de la Légion d'honneur par décret du 8 février 1850[4].

## Œuvres
- Études sur la Législation militaire et sur la Jurisprudence des Conseils de guerre et de révision, 1835. Éditeurs: Anselin à Paris, et Vanackere à Lille.
- Conférences sur le Droit rural (introduction), Vanackere, Lille, 1848.
- Législation des portions ménagères ou parts de marais dans le nord de la France, 1850. Éditeurs: A. Durand à Paris, et Vanackere à Lille.
- Le Bourgeois de Lille, esquisses locales, 1851. Éditeurs: Garnier, Paris, et Béghin, Lille.
- Question de compétence à propos de l'aptitude personnelle à la jouissance de certains biens communaux : affouages, marais, 1851. Éditeurs: A. Durand à Paris, et Vanackere à Lille.

- Dictionnaire du patois de Lille, 2e édition, Lille, Vanackere, 1856. [lire en ligne]